# Escut de Sant Cebrià de Vallalta
L'escut oficial de Sant Cebrià de Vallalta té el següent blasonament:
Escut caironat: de gules, una vall d'or sobremuntada d'una mitra d'argent franjada i amb les ínfules d'or ressaltant sobre un bàcul de bisbe d'or posat en pal. Per timbre una corona mural de poble.

## Història
Va ser aprovat el 12 de juny de 1997 i publicat al DOGC el 10 de juliol del mateix any amb el número 2430.
Armes parlants: la mitra i el bàcul són els atributs del bisbe i màrtir Sant Cebrià, patró local, i la vall fa referència a la "vall alta" on s'aixeca el poble.